# Новоюлиански календар
Новоюлиански календар (изправен юлиански календар) e модификация на юлианския календар, разработена в началото на 20 век от сръбския астроном, професор по математика и небесна механика на Белградския университет Милутин Миланкович.
Особеност на новоюлианския календар е, че до 2800 година съвпада с григорианския календар.
Новоюлианският календар постепенно бива приет от различните Автокефални православни църкви. В настоящо време 11 от 15-те Автокефални православни църкви използват новоюлианския календар, като Българската православна църква е последната от посочените 11, приела този календар в летоизчислението си на 20 декември 1968 година. В тези 11 църкви новоюлианският календар се ползва за неподвижните празници (напр. Рождество Христово, Богоявление, Благовещение), докато за подвижните, като Възкресение Христово, се ползва юлианският календар, поради което Великден е на една и съща дата за всички православни църкви.
Църквите, които не ползват този календар, а се придържат към юлианския, са Руската православна църква, Грузинската православна църква, Сръбската православна църква и Йерусалимската патриаршия. Църквите, приели новоюлианския календар, са както следва: през 1924 г. Константинополската патриаршия, Кипърската архиепископия, Гръцката православна църква, Румънската православна църква, Полската православна църква и Естонската православна църква (под юрисдикцията на Константинополския патриарх) през 1928 г. Александрийската и Антиохийската патриаршии, през 1937 г. Албанската православна църква, през 1968 г. Българската православна църква и през 2023 г. Православна църква на Украйна и Украинска гръкокатолическа църква.
Често допускана грешка е да бъде споменаван Григорианския календар, като използван в коя да е от Православните църкви, тъй като посоченият календар е осъден на Константинополския църковен събор от 1583 година и забранен за използване от православните с Църковна цел.